# Delta Crucis
Delta Crucis (Imai, δ Cru) – gwiazda w gwiazdozbiorze Krzyża Południa, znajdująca się w odległości około 281 lat świetlnych od Słońca.

## Nazwa
Gwiazda ma nazwę własną Imai, którą nadał jej lud Mursi z Etiopii. Wiąże się ona z kalendarzem astronomicznym tej grupy etnicznej, pomagającym w określeniu czasu wystąpienia zjawisk w przyrodzie. Co roku kiedy ta gwiazda znika z wieczornego nieba (w końcu sierpnia), rzeka Omo wzbiera na tyle, że kładzie trawy imai rosnące na jej brzegach, a potem opada. Międzynarodowa Unia Astronomiczna w 2018 roku formalnie zatwierdziła użycie nazwy Imai na określenie Delta Crucis.

## Charakterystyka
Jest to czwarta co do jasności gwiazda konstelacji. Podobnie jak Acrux i Mimosa, Delta Crucis jest gwiazdą typu widmowego B; choć te trzy gwiazdy nie są związane grawitacyjnie, łączy je pochodzenie. Jest to podolbrzym, który zakończył syntezę wodoru w hel w jądrze i zamienia się w olbrzyma. Jego jasność jest 5600 razy większa niż jasność Słońca, przy czym dużą część promieniowania gwiazda ta emituje w zakresie ultrafioletu. Delta Crucis wykazuje się kilkuprocentowymi zmianami jasności z okresem 3,7 h. W związku z silnym wiatrem gwiazdowym Delta Crucis traci materię w tempie około 1000 razy większym niż Słońce. W przyszłości gwiazda ta odrzuci zewnętrzne powłoki i stanie się białym karłem, podobnym do Syriusza B.